# The Kitchen

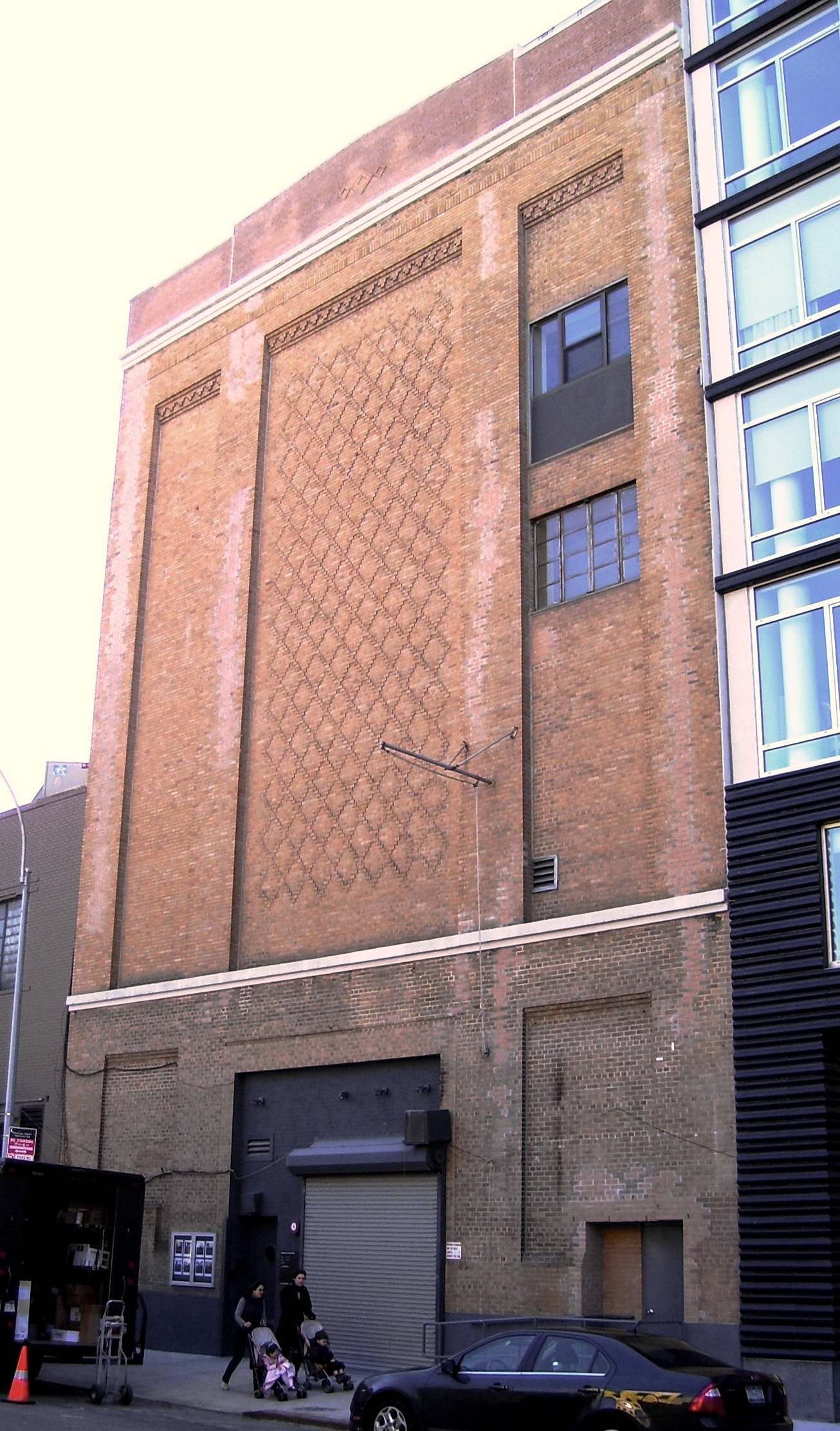
Budova, v níž se The Kitchen nachází

The Kitchen (angl. kuchyně) je kulturní zařízení v New Yorku. Otevřeno bylo v roce 1971 Steinou a Woodym Vasulkovými a původně se nacházelo ve čtvrti Greenwich Village. Původně zde svá díla představovali převážně umělci, kteří působili v oblasti videa, později se však rozsah zařízení rozšířil na další umělecké aktivity, včetně tance, literatury a koncertů různých hudebníků. Od roku 1974 se The Kitchen nacházelo v SoHo a počínaje rokem 1987 se nachází na západní devatenácté ulici mezi desátou a jedenáctou avenue na Manhattanu. Prvním hudebním ředitelem byl v letech 1972 až 1973 (později znovu v letech 1977 až 1980) skladatel a hudebník Rhys Chatham. Později tuto funkci zastávali například Arthur Russell (1974–1975), Arto Lindsay (1986–1987) a Ben Neill (1992–1998). Zařízení rovněž oceňuje různé umělce za jejich přínos. Oceněnými jsou:
- Tony Oursler a Willard B. Taylor (2009)[1]
- David Byrne (2010)[2]
- Philip Glass (2011)[3]
- Steve Reich a Joan Jonas (2012)[4]
- Brian Eno (2013)[5]
- Robert Longo (2014)[6]
- Kim Gordon a Dan Graham (2015)[7]
- Charles Atlas a Dara Birnbaum (2016)[8]
- John Cale a Lawrence Weiner (2017)[9]
- Nan Goldin a Lydia Lunch (2018)
- Anohni a Robert Gober (2019)[10]
- Debbie Harry a Cindy Shermanová (2020)
- Lorraine O'Grady a George Lewis (2022)[11]
- Sarah Arison, Maren Hassinger, Senga Nengudi a Greg Tate (2023)[12]
- Lynn Hershman Leeson, Bernard I. Lumpkin, Carmine D. Boccuzzi a Max Roach (2024)[13]